# Bioreactor algal

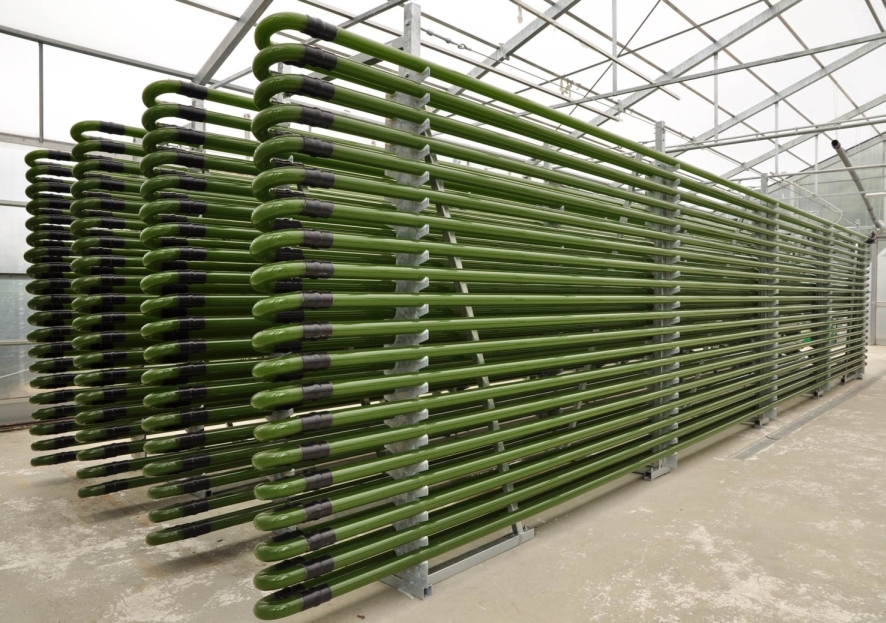
Un fotobioreactor

Un bioreactor algal este un tip de bioreactor destinat cultivării algelor pentru fixarea dioxidului de carbon sau producerea de biomasă sau hidrogen. Mai poate fi folosit pentru producerea de combustibil algal (biodiesel, bioetanol). Este un tip de fotobioreactor.